# Stilbina numida
Stilbina numida är en fjärilsart som beskrevs av Charles Oberthür 1890. Stilbina numida ingår i släktet Stilbina och familjen nattflyn. Inga underarter finns listade i Catalogue of Life.